# Okályi Iván
Okályi Iván (Gádoros, 1900. április 10. – Budapest, 1968. november 16.) okleveles kertész, egyetemi tanár, a mezőgazdasági tudományok doktora (1954).

## Életpályája
1900. április 10-én született Gádoroson; apja Okályi G. Adolf helyi evangélikus lelkész, anyja Guggenberger Ida volt. 1924-ben a Kertészeti Tanintézetben kertészeti oklevelet, a budapesti tudományegyetemen államtudományi doktorátust szerzett. 1924-től 1927-ig Németországban, Franciaországban, Ausztriában és Csehszlovákiában dolgozott és folytatott tanulmányokat. 1927-ben a Kertészeti Tanintézetben Mohácsy Mátyás mellett lett gyakornok.
1928-ban az akkor létrejött Országos Pomológiai Bizottság titkárává nevezték ki. 1930-ban a növényvédőszergyárak bérgyümölcsöseinek megszervezésével és irányításával bízták meg. E tevékenysége során sokat tett a magyar nagyüzemi gyümölcstermesztés alapjainak megteremtése érdekében. 1932-ben a Földművelésügyi Minisztérium saját kérésére Szegedre helyezte, ahol – többek között – a homoki őszibaracktermelés kérdéseivel foglalkozott.
1936-tól Balatonfüreden az első magyar kertészeti felügyelőség vezetője lett. Megszervezte a Balatoni Gyümölcstermelők Egyesületét, vezetésével megindult a Balaton-felvidék mandulafásítása.
1940-től a Kertészeti Akadémián (1942-től Kertészeti Főiskola) tanított. 1942-től a Gyümölcstermelők Országos Egyesületének igazgatója, 1947-től a gödöllői Agrártudományi Egyetem nyilvános rendes tanára, dékán, prodékán, prorektor volt. Az 1950-es évek derekán a Kertészeti és Szőlészeti Főiskola Gyümölcstermesztési Tanszékének vezetője, 1957-ben a főiskola igazgatója volt, 1957 áprilisában a Hazafias Népfront Országos Tanácsa mellett működő mezőgazdasági állandó bizottság alelnökévé is megválasztották. 1958-tól a Kertészeti Kutatóintézetben dolgozott.
A Magyar Tudományos Akadémia Kertészeti Bizottságának megalakulásától kezdve elnöke, majd tagja volt. 1960-ban vonult nyugdíjba.
Budapesten hunyt el 68 évesen, 1968. november 16-án.

### 1956-os közéleti szerepvállalása
1955-ben betegségére hivatkozva kérte a nyugdíjazását, amivel a főiskola szakoktatási főigazgatója és a személyzeti osztály is egyetértett, a politikai beállítottsága miatt – korábban a Nemzeti Parasztpárt tagja volt, de aztán pártonkívüli lett –, Erdei Ferenc akkori földművelésügyi miniszter azonban ezt nem engedélyezte. 1956 októberében, betegsége ellenére elvállalta a főiskolán a forradalmi bizottság elnöki tisztségét, annak szellemi és gyakorlati irányítójaként működött. Az ezzel kapcsolatban később lefolytatott fegyelmi vizsgálat megállapításai szerint vezetése alatt a bizottság megvonta az intézkedési jogköröket a hivatalban lévő igazgatótól, határozatilag kitiltott a főiskola területéről 16 kommunista beállítottságú dolgozót, majd javaslata alapján a november 3-i nagygyűlésen határoztak e kitiltott személyeknek az „ellenforradalmi bíróság” által való felelősségre vonásáról is. Ugyanakkor a bizottság határozatot hozott a korábban politikai okokból kizárt oktatók és hallgatók rehabilitációjának megkezdéséről, valamint a diákság felfegyverzéséről is. Mindezek miatt a Földművelésügyi Minisztérium a Mt.112.§ 2./ pontjába ütköző fegyelmi vétség elkövetése miatt, a 113.§ /2/ bekezdés d./ pontja alapján az azonnali hatályú elbocsájtását, esetleg az 1957-ben újból beadott nyugdíjazási kérelme alapján idő előtti nyugdíjazását javasolta. Az egyelőre tisztázatlan, hogy végül is milyen úton kényszerült elhagyni a főiskolát.

## Munkássága
Számos szakközleménye, könyve, főiskolai és egyetemi jegyzete és tankönyve jelent meg. Szakszerkesztője és szerzőtársa volt a Mezőgazdasági Lexikonnak és a Kertészeti Lexikonnak.

## Főbb munkái
- Útmutató a kiültetett gyümölcsfák nevelésére. Budapest, 1942
- Általános gyümölcstermesztés és értékesítés I–II. Budapest, 1944
- A gyümölcstermesztés, fejlesztésének távlati tervezési módszere (doktori értekezés tézisei) Budapest, 1954
- Gyümölcstermelés (egyetemi tankönyv) Budapest, 1954